# Petru Duka de Kádár
Frederic Petru baron Duka (Duca) de Kádár (n. 1756, Osijek (Slavonia) -  d. 29 decembrie 1822, Viena) a fost un aromân, Feldzeugmeister împărătesc austriac și titular al regimentului maghiar de infanterie nr. 39, apoi consilier și conferințiar de stat al împăratului.

## Biografie

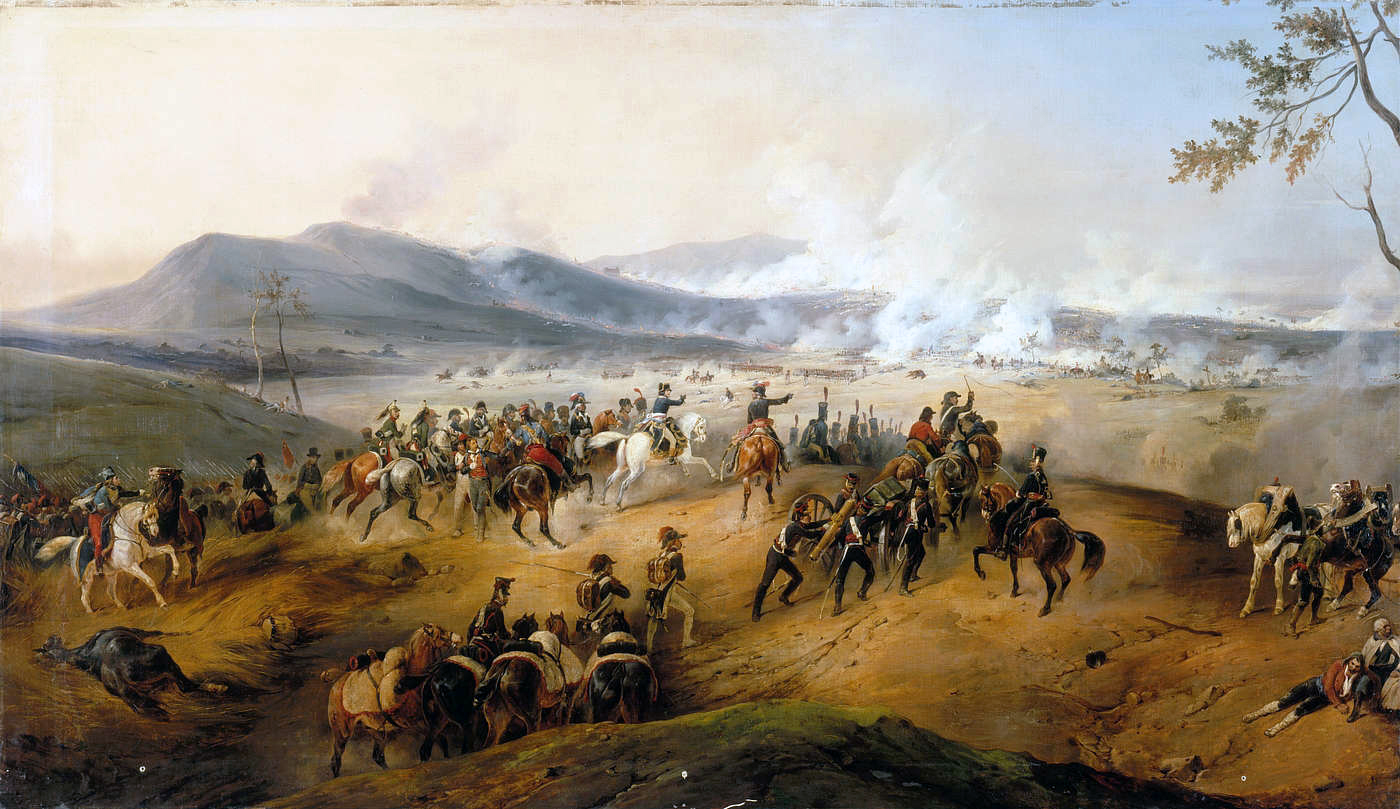
Bătălia de la Castiglione - 1796

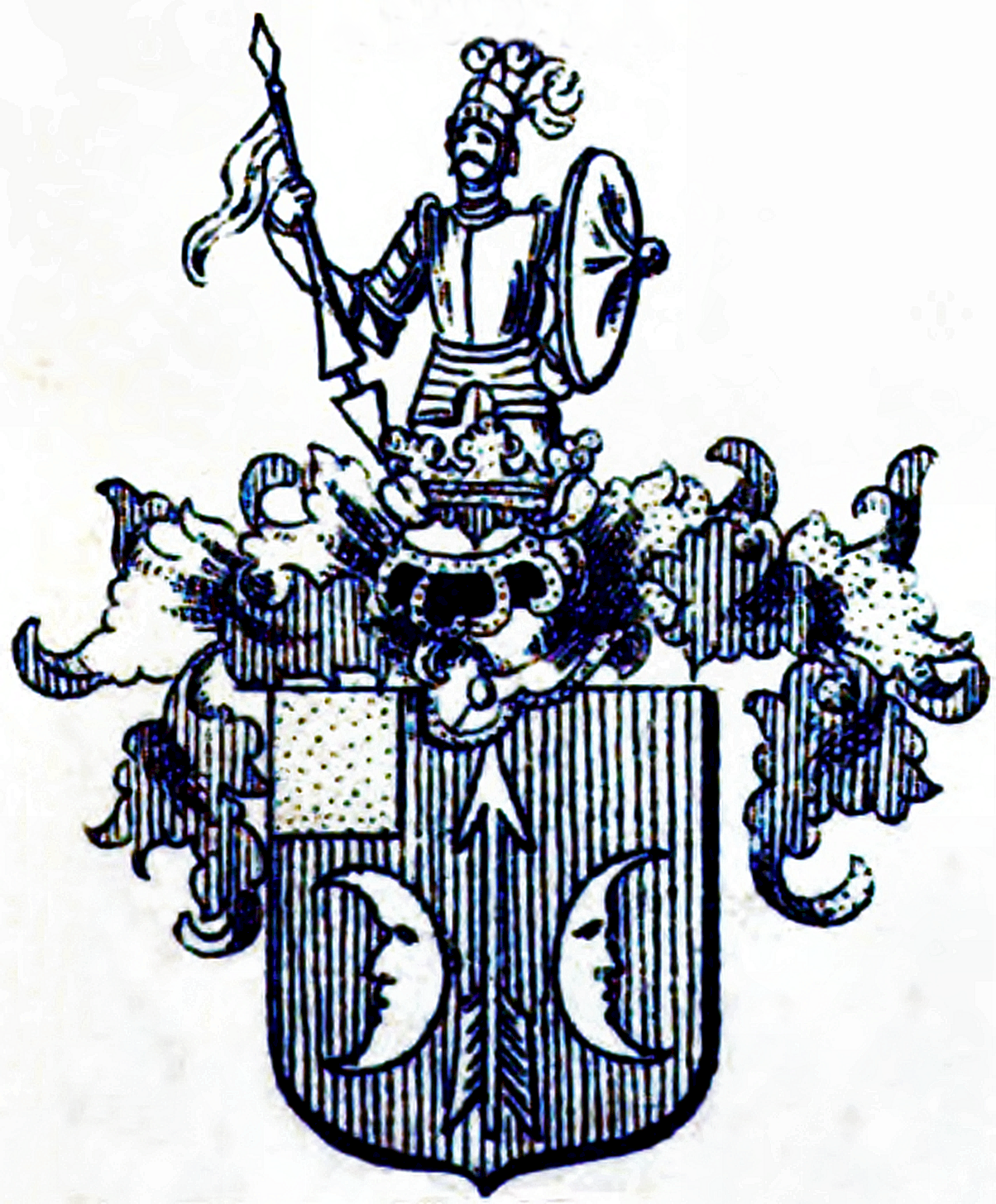
Stema Duka de Kadar

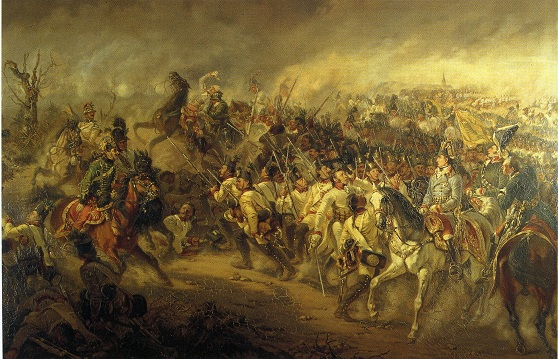
Bătălia de la Liptingen (Stockach) 1799

Petru s-a înrolat în 1776 drept cadet al regimentului de infanterie valaho-ilir nr. 13 din Caransebeș. Datorită abilităților sale evidente a fost transferat în 1778 ca locotenent al statului major, unde în anul 1787 a fost avansat la gradul de căpitan.
La data de 1 decembrie 1789 a fost numit maior și mutat în această funcție, după patru ani, la „Armata Coburg” în Olanda austriacă. Înainte de bătălia de la Famars a explorat acolo pe deplin terenul timp de trei zile și a câștigat apoi atacul decisiv al coloanei principale formată din patru departamente de artilerie, conducând personal a patra divizie. După alte acțiuni importante în luptele de la Berlaimont și Maubeuge a fost onorat pe 1 mai 1794 cu titlul de locotenent-colonel și la 7 iulie 1794 cu Crucea de Cavaler al Ordinului Militar Maria Terezia. În 1795 a plănuit ca șef al statului major al generalui Wurmser atacul reușit de la Mannheim și l-a însoțit un an mai târziu, acum deja colonel (24 februarie 1796), în Italia, unde a proiectat bătălia pierdută la Castiglione.
Pe 31 mai 1798 a fost avansat la gradul de general de brigadă (Generalmajor) în statului major al Arhiducelui Carol în Praga. Un an mai târziu a fost transferat în aceeași funcție la Statului Major General în Germania. În acest rang a direcționat flancul stâng al generalului de corp de armată (Feldmarschalleutnant) Freiherr Staader von Adelsheim în cursul apărării reușite în bătălia de la Stockach.
La 5 mai 1800 a devenit comandantul fortului din Timișoara și promovat la rangul de general-locotenent (Feldmarschalleutnant) pe 14 ianuarie 1801. Din martie a anului a fost însărcinat de Arhiducele Karl cu funcția de șef general de cartier al armatelor din Germania și Italia (până în aprilie 1805), cu mandatul, de a începe o reformă a armatei. Dar s-a dovedit, că Petru n-a fost o alegere bună pentru acest proiect, din cauza atitudinii sale foarte conservatoare. Cu toate acestea, a fost designat pe data de 7 octombrie 1803 deținător al regimentului de infanterie maghiar nr. 39 și onorat în anul 1808 cu titlul de baron de către împăratul Francisc al II-lea. În Mai 1805 Duka a devenit generalul comandant al Banatului. Această funcție a deținut-o până la moartea sa.
Pe 2 septembrie 1813 a fost promovat la gradul de Feldzeugmeister, și adjutant general al împăratului Francisc I al Austriei. În acest rol, el a fost trimis la Lusigny-sur-Barse, în scopul de a negocia cu Napoleon un armistițiu.
În cele din urmă, pe 22 aprilie 1815 la Viena, generalul a fost ridicat de împărat în rangul de baron al Boemiei cu incolat, apoi, la 26 iulie 1816 tot acolo, ca baron maghiar, consilier privat, de asemenea consilier și conferențiar de stat.

## Decorații
- Crucea de Cavaler al Ordinului Militar Maria Terezia, 1794
- Marea Cruce al Ordinului Imperial  Leopold, 1813
- Crucea Armatei pentru 1813/1814 al Împăratului Francisc I al Austriei, 1814
- Marea Cruce al Ordinului Regal și Militar „Saint-Louis” al Regelui Ludovic al XIV-lea al Franței, 1816
- Ordinul Regal al Prusiei Vulturul Roșu de clasa I, 1813
- Ordinul Împăratului Rusiei „Sf. Ana” de clasa I, 1813
- Ordinul Împăratului Rusiei „Alexandru Nevski”, 1813
- Marea Cruce al Ordinului Militar „Max Joseph” al Regelui Maximilian I Iosif de Bavaria, 1814
- Ordinul „Sf. Ianuarie” al Regatului celor Două Sicilii, 1819[12]

## Familia

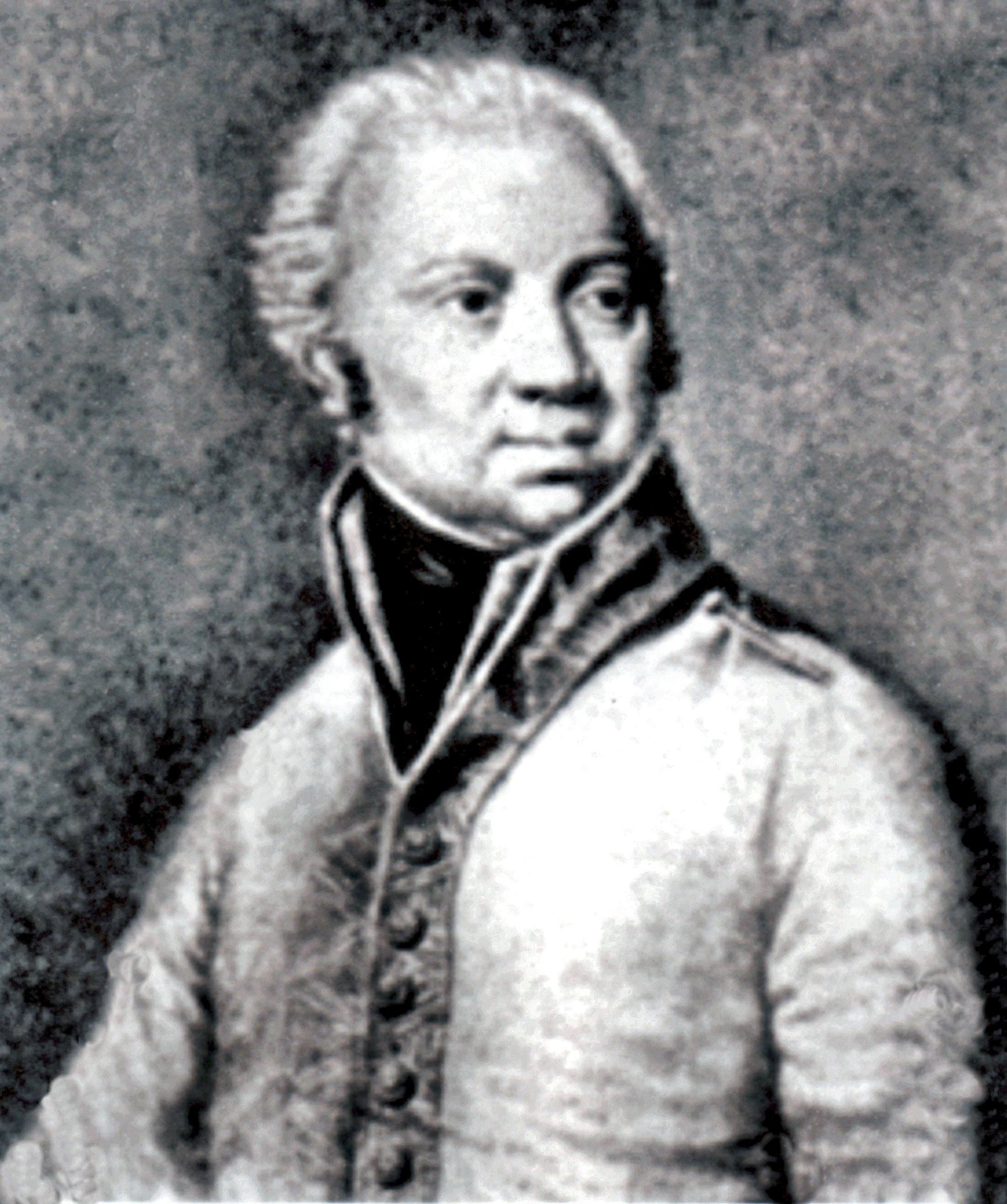
Baronul Duka de Kádár

Baronul a cumpărat in 1806 comunitatea valahă Cadăr (maghiară  Kádár) pe Pogăniș în județul Timiș, în sud de castelul Timiș. La aceasta se referă predicatul Kádár în nobilirea din 1808. Cei 748 de locuitori au trăit în 134 de case și au fost predominant vorbitori de limba română și de confesiune ortodoxă română. Fiii lui, Ștefan, Emilie, Eugenie și Petru, au moștenit satul după moartea sa. Nepoata sa Anastasia (n. 31 octombrie 1828, Beltinci - d. 27 martie 1907, Graz) s-a căsătorit cu Vincețiu conte de Logothetti (n. 13 noiembrie 1824, Cernăuți - d. 13 septembrie 1886, Bratislava).